# بریگس (دهانه)
بریگس یک دهانه برخوردی در ماه است.

## دهانه‌های اقماری
این دهانه ۳ دهانه اقماری دارد.
| Briggs | عرض جغرافیایی | طول جغرافیایی | قطر          |
| ------ | ------------- | ------------- | ------------ |
| A      | ۲۷٫۱° N       | ۷۳٫۷° W       | ۲۳٫۰ کیلومتر |
| C      | ۲۵٫۰° N       | ۶۶٫۹° W       | ۶٫۰ کیلومتر  |
| B      | ۲۸٫۱° N       | ۷۰٫۹° W       | ۲۵٫۰ کیلومتر |